# Acanthiza ewingii
Acanthiza ewingii là một loài chim trong họ Acanthizidae.